# ライーノ・カステッロ
ライーノ・カステッロ（イタリア語: Laino Castello）は、イタリア共和国カラブリア州コゼンツァ県にある、人口約800人の基礎自治体（コムーネ）。

## 地理

### 位置・広がり

#### 隣接コムーネ
隣接するコムーネは以下の通り。括弧内のPZはポテンツァ県所属を示す。
- アイエータ
- ライーノ・ボルゴ
- モルマンノ
- パパジーデロ
- ロトンダ (PZ)